# 九段南
九段南（くだんみなみ）は、東京都千代田区の町名。現行行政地名は九段南一丁目から九段南四丁目の4町。住居表示実施済み区域である。江戸時代には大名の武家屋敷が立ち並んでおり、明治時代後も、元大名家・皇族・華族の屋敷が存在した。町会は一丁目から四丁目全てがそれぞれ南北合同で結成されている。

## 地理
東京都千代田区の北西部に位置し、麹町地域に属する。町域の東部は日本橋川を境に神田神保町および一ツ橋に、西は五番町に、南部は三番町、四番町および北の丸公園に、北部は靖国通りを境に九段北にそれぞれ接し、靖国通りに沿って九段下駅から市ケ谷駅までの細長い街区を形成している。
市ケ谷駅・飯田橋駅まで徒歩圏内にあり、神楽坂から散策も可能である。皇居・靖国神社・千鳥ケ淵・北の丸公園に近い。九段南は商業地としての性格が強く、通り沿いを中心に各種ビルや商店などが並んでいる。他に公的機関や、住宅地も見られる。公園・神社等があるため都心としては自然が多く残されている。九段下、麹町、永田町、霞が関等の官庁・公的機関・弁護士事務所等が集中するエリアに近接する。

### 九段南一丁目
通称「九段下」。九段坂から俎橋までの南側一帯。牛ヶ淵に接する国有地には九段会館（2011年震災により閉鎖。戦前の軍人会館）と昭和館があり民地はない。内堀通りの東側も千代田区役所、麹町税務署、中央省庁の関東地方を管轄する地方支分部局  などが入る合同庁舎で占められており、住民は極めて少ない。
- 千代田会館（中部日本放送（CBCテレビ・CBCラジオ）東京総局、毎日新聞出版などが入居。）
- 九段会館（日本遺族会）
- 九段合同庁舎（関東地方整備局、東京地方検察庁総務部司法修習課・交通部・特別捜査部）
- 九段第2合同庁舎（東京法務局、麹町税務署）
- 九段第3合同庁舎（千代田区役所、関東総合通信局、東京労働局、関東信越厚生局麻薬取締部）
- あおぞら銀行本店
- りそな銀行九段支店
- 九段社会教育館
- 九段郵便局
- 昭和館
- 九段坂病院 - 2016年に九段南二丁目から千代田区役所旧庁舎跡地に新築移転。
- 大橋図書館跡 - 博文館社主であった大橋新太郎が、父佐平の遺志を継いで1902年に上六番町（現三番町）の自邸に隣接して創立した私設図書館。関東大震災で焼失後、1926年に当地に再建された。

### 九段南二丁目
通称「九段上」。昭和初期までは富士見町の名で知られ、明治時代には山の手随一の繁華街として賑わった。東京屈指の花街があり、永井荷風の『おかめ笹』の舞台となった。トヨタ自動車販売のほか、オフィスビルとマンションで占められ、かつての三業地にわずかに民家や小規模な貸しビルが立ち並んでいる。千鳥ヶ淵沿いは千鳥ヶ淵緑道で桜並木となっており、桜のシーズンは多くの人が訪れる。「パークマンション千鳥ヶ淵」・「セントラルレジデンス番町シティタワー」・「ビラハイツ北の丸」等の高級マンションが点在する。
- 九段坂公園：田安門の入口、千鳥ヶ淵に面する靖国通りに沿った細長い公園。九段の象徴であり、かつては東京湾から見えたという常灯明台と、品川弥二郎・大山巌の銅像が並ぶ（大山の銅像は戦後移設されたもの）。
- インド大使館
- イタリア文化会館
- 二松學舍大学附属高等学校
- 農林水産省分庁舎
- パークマンション千鳥ヶ淵
- セントラルレジデンス番町シティタワー
- ビラハイツ北の丸

### 九段南三丁目
富士見町（九段南二丁目）に連続する花街であり、戦後は九段検番が町内に置かれていた。三業地の置屋・待合・料亭はほとんど消滅し、小規模な貸しビルで占められている。
- チュニジア大使館

### 九段南四丁目
一口坂交差点から市ケ谷駅までの地域で、商店・マンション・民家が混在する。住民の結束が固く、山王祭では麹町の氏子地域の中核として大神輿や囃子の乗る山車を運営する。市ケ谷駅が鉄道の結節点となったことから、駅前の商業地として賑わっている。
- 日本大学本部
- 山脇美術専門学校
- 麹町郵便局
- 二七不動尊（二七山不動院）[注釈 2]
- 鉄道友の会本部(ABEビル9階)

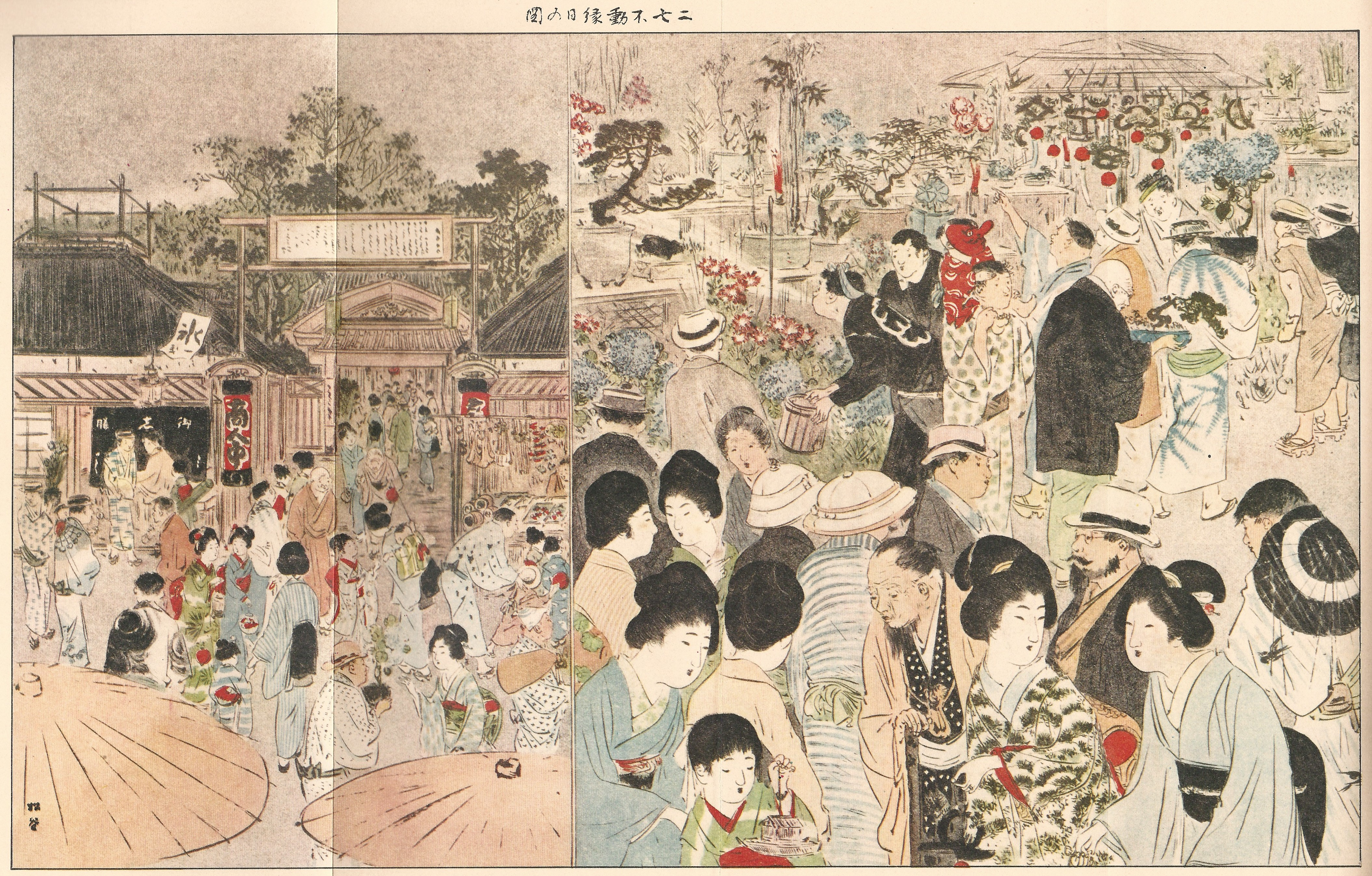
明治時代の二七不動の賑わい（『風俗画報』「東京名所図会・麹町区之部中」1898年）

## 歴史
「九段」という町名は、震災復興計画の中で靖国通りが拡幅・完成した後、1933年7月に初めて設置されたものである。それ以前は、九段一丁目は飯田町・竹平町、九段二丁目は富士見町二丁目と一丁目の一部、九段三丁目は三番町・四番町・富士見町三丁目の一部、九段四丁目は三番町・四番町の一部であった。
1966年に、住居表示が実施され、九段各丁目は靖国通りを境にして南北に分けられた。しかし住民の町会活動は南北合同で運営されている。田安門・九段坂の無人地帯をはさむことから、九段一丁目とそれ以外の坂上の町内との人的交流は少なく、また一・二丁目が築土神社、三・四丁目が日枝神社の氏子地域であることから、祭礼も別々になっている。
しかし、1980年代までは九段二丁目・三丁目には花街（三業地）があり、戦前までは神楽坂をしのぐ繁栄を見せていた。関東大震災によって東京の市街化が西に進み、新宿が繁華街となるまでは、九段上から三番町（現九段三丁目、靖国神社南門周辺）までが山の手随一の盛り場であり、料亭や寄席も立ち並び、靖国神社の門前町としての性格ももっていた。

### 町名の変遷
| 実施後       | 実施年月日    | 実施前（各町名ともその一部） |
| ------------ | ------------- | ---------------------------- |
| 九段南一丁目 | 1966年10月1日 | 九段一丁目、竹平町、代官町   |
| 九段南二丁目 | 1966年10月1日 | 九段二丁目、三番町、代官町   |
| 九段南三丁目 | 1966年10月1日 | 九段三丁目                   |
| 九段南四丁目 | 1966年10月1日 | 九段四丁目                   |

## 世帯数と人口
2025年（令和7年）3月1日現在（千代田区発表）の世帯数と人口は以下の通りである。
| 丁目         | 世帯数    | 人口    |
| ------------ | --------- | ------- |
| 九段南一丁目 | 17世帯    | 26人    |
| 九段南二丁目 | 442世帯   | 779人   |
| 九段南三丁目 | 496世帯   | 789人   |
| 九段南四丁目 | 508世帯   | 1,211人 |
| 計           | 1,463世帯 | 2,805人 |

### 人口の変遷
国勢調査による人口の推移。
| 年                 | 人口  |
| ------------------ | ----- |
| 1995年（平成7年）  | 2,150 |
| 2000年（平成12年） | 2,144 |
| 2005年（平成17年） | 2,321 |
| 2010年（平成22年） | 2,577 |
| 2015年（平成27年） | 3,020 |
| 2020年（令和2年）  | 2,946 |

### 世帯数の変遷
国勢調査による世帯数の推移。
| 年                 | 世帯数 |
| ------------------ | ------ |
| 1995年（平成7年）  | 853    |
| 2000年（平成12年） | 943    |
| 2005年（平成17年） | 1,128  |
| 2010年（平成22年） | 1,414  |
| 2015年（平成27年） | 1,645  |
| 2020年（令和2年）  | 1,487  |

## 学区
区立小・中学校に通う場合、学区は以下の通りとなる（2017年8月現在）。なお、千代田区の中学校では学校選択制度を導入しており、区内全域から選択することが可能。
| 町名         | 街区 | 小学校                 | 中学校                                        |
| ------------ | ---- | ---------------------- | --------------------------------------------- |
| 九段南一丁目 | 全域 | 千代田区立富士見小学校 | 千代田区立麹町中学校 千代田区立神田一橋中学校 |
| 九段南二丁目 | 全域 | 千代田区立九段小学校   | 千代田区立麹町中学校 千代田区立神田一橋中学校 |
| 九段南三丁目 | 全域 | 千代田区立九段小学校   | 千代田区立麹町中学校 千代田区立神田一橋中学校 |
| 九段南四丁目 | 全域 | 千代田区立九段小学校   | 千代田区立麹町中学校 千代田区立神田一橋中学校 |

## 事業所
2021年（令和3年）現在の経済センサス調査による事業所数と従業員数は以下の通りである。
| 丁目         | 事業所数    | 従業員数 |
| ------------ | ----------- | -------- |
| 九段南一丁目 | 201事業所   | 8,771人  |
| 九段南二丁目 | 217事業所   | 6,476人  |
| 九段南三丁目 | 260事業所   | 3,850人  |
| 九段南四丁目 | 371事業所   | 6,339人  |
| 計           | 1,049事業所 | 25,436人 |

### 事業者数の変遷
経済センサスによる事業所数の推移。
| 年                 | 事業者数 |
| ------------------ | -------- |
| 2016年（平成28年） | 780      |
| 2021年（令和3年）  | 1,049    |

### 従業員数の変遷
経済センサスによる従業員数の推移。
| 年                 | 従業員数 |
| ------------------ | -------- |
| 2016年（平成28年） | 18,495   |
| 2021年（令和3年）  | 25,436   |

## 交通
交通機関は東京地下鉄（東京メトロ）東西線・半蔵門線・都営地下鉄新宿線が所在し、周辺を走る東日本旅客鉄道（JR東日本）中央・総武緩行線、東京メトロ有楽町線・南北線も利用可能で、丸の内・大手町・日本橋・銀座・新宿・渋谷・池袋などの都内主要地域への交通の便は良い。

### 鉄道
- 東京地下鉄（東京メトロ）九段下駅（○東西線、○半蔵門線）
- 東京都交通局（都営地下鉄）九段下駅（○新宿線） - 出入口が設けられている。（所在地：九段北）
- 東京都交通局（都営地下鉄）市ヶ谷駅（○新宿線）
- 東日本旅客鉄道（JR東日本）市ケ谷駅（■中央・総武線（各駅停車））（駅所在地：五番町）
- 東京メトロ市ケ谷駅（○有楽町線、○南北線） （駅所在地：新宿区市谷田町）

### バス
- 都営バス飯64 九段下（終点） - 小滝橋車庫前行は九段北に設けられている。
- 都営バス高71 九段下 / 九段上 / 九段三丁目 / 一口坂 / 市ヶ谷駅前（高田馬場駅前行） - 九段下行は九段北に設けられている。

### 道路
- 東京都道8号千代田練馬田無線（目白通り）
- 東京都道302号新宿両国線（靖国通り）
- 東京都道401号麹町竹平線（内堀通り）
- 早稲田通り

## その他

### 日本郵便
- 郵便番号 : 102-0074[4]（集配局 : 麹町郵便局[17]）。